# Alexander Kaffl
Alexander Kaffl (* 10. August 1982 in München) ist ein deutscher Schauspieler und Fotomodell.
Von 2004 bis 2006 spielte Alexander Kaffl als Stefan „Spike“ Spindler in der täglichen ProSieben-Serie Die Abschlussklasse. Darin galt er als Frauenschwarm, der Mädchen seiner Klasse durch seinen Sixpack anzog. Nach Abschluss der TV-Serie gab er sein Filmdebüt 2006 in dem Kurzfilm 41 Sekunden, der auf Filmfestivals in München, Miami, Bradford, New York City, Toronto, Zürich, Auckland und San Francisco, sowie auf dem renommierten Seattle International Film Festival gezeigt wurde.
Im November 2005 trat Alexander Kaffl bei dem von Stefan Raab initiierten Wettkampf TV total Turmspringen unter anderem gegen Annabelle Mandeng, Bürger Lars Dietrich, den Sänger Ben und Oliver Petszokat an, den der Stabhochspringer Lars Börgeling gewann.